# 朝鮮労働党第5次大会
朝鮮労働党第5次大会（ちょうせんろうどうとうだいごじたいかい、朝鮮語: 조선로동당 제5차대회）は、1970年11月2日から13日までの11日間、朝鮮民主主義人民共和国（以下、北朝鮮）の執権政党である朝鮮労働党が実施した党大会である。
当時、同国には人口の13%にあたる160万人の党員がおり、そのうち1,734人が党大会に出席した。本大会では、金日成が3つの革命（イデオロギー的、技術的、文化的革命）と6カ年国家経済計画を報告した。
同党第5次中央委員会は1970年から1980年にかけて19回の総会を実施した。1970年11月13日の第1回の総会では金日成が総書記に任命され、15人の政治局員と9人の書記（北朝鮮では秘書という）が選出された。1974年2月の第8次総会では、金正日が金日成の後継者として定められた。

## 関連書籍
- 『チョソン労働党第五回大会』在日本朝鮮人総聯合会中央常任委員会、1971年10月10日。NDLJP:11924814。